# 菲利普 (什勒斯維希-霍爾斯坦-森訥堡-格呂克斯堡)
菲利普（丹麥語：Philip af Slesvig-Holsten-Sønderborg-Glücksborg，1584年3月15日—1663年9月27日），什勒斯維希-霍爾斯坦-森訥堡-格呂克斯堡公爵，年輕者漢斯之子。

## 家庭
1624年，菲利普和薩克森-勞恩堡公爵法蘭茲二世的女兒索菲·海德薇希結婚，兩人共有1子4女：
1. 克里斯蒂安（丹麥語：Christian af Slesvig-Holsten-Sønderborg-Glücksborg）（1627年—1698年）
2. 瑪麗·伊莉莎白（丹麥語：Marie Elisabeth af Slesvig-Holsten-Sønderborg-Glücksborg）（1628年—1664年）
3. 奧古斯塔（英语：Princess Augusta of Schleswig-Holstein-Sonderburg-Glücksburg）（1633年—1701年）
4. 克莉絲蒂安娜（英语：Christiana of Schleswig-Holstein-Sonderburg-Glücksburg）（1634年—1701年）
5. 多蘿西亞·索菲（1636年—1689年）